# 熱血高校ドッジボール部 強敵!闘球戦士の巻
『熱血高校ドッジボール部～強敵！闘球戦士の巻』（ねっけつこうこうドッジボールぶ きょうてき! ドッジソルジャーのまき）は、1991年11月8日にテクノスジャパンから発売されたゲームボーイ用ソフト。「くにおくんシリーズ」の一つ。通称「GBドッジ」。

## 概要
くにおくんシリーズの中で人気のある『熱血高校ドッジボール部』をゲームボーイ用にアレンジ移植した作品。ストーリーは完全オリジナルであり、内容はくにお率いる熱血高校チームが、藤堂によって送り込まれたドッジボール軍団と対決するというもの。

## 熱血高校チーム
メンバーの配列は、上から順に、FC版に於けるAタイプ、Fタイプ、Eタイプ、Dタイプ、Cタイプ、Bタイプの順となっている。敵チームも同様の配列である。
くにお
キャプテン。ボールパワーと体力が最も高い。
よしひろ
後の『初代熱血硬派くにおくん』にも同名キャラクターが出るが、別人だと思われる。シュートテクが高く、ボールパワー、体力はくにおに次ぐ。
あきら
球のキレが最高。FC版に登場する花園高校のあきらとは別人。
とうじろう
メガネをかけている。素早さが最高。
あきひと
体力は低いが、キャッチテクが高く、若干打たれ強い。
てつや
体力は低いが、最も打たれ強い。

## 敵チーム
ばくちくん、りゅう、くまごろう、ふんがあ、ぶれいばあ、おにだゆうはキャプテンとして、必ず内野に入る。
また、キャプテンはそれぞれ独自の必殺シュートを１つ持っている。

### パンクチーム
メンバーは全員モヒカンヘア。誤植で半濁音の位置が真ん中にある。
ばくちくん
かみなりシュートを使う。
がす
すまいる
じゃっく
じょお
きゅうと

### やくざチーム
メンバーは全員パンチパーマ。打たれ強く最後の一人がりゅうになると体力が無くなっても起き上がってくる。
りゅう
アッパーシュートを使う。
せいじ
ぎんじ
さぶ
『1作目』と『くにおたちの挽歌』にも同名のキャラクターがいるが、別人だと思われる。
まさ
サングラスをかけている。『熱血高校ドッジボール部 サッカー編』と『熱血高校サッカー部 ワールドカップ編』に登場する熱血高校サッカー部主将のまさとは、別人。
やす

### 山賊チーム
メンバーは全員バンダナを巻いているのと、動物が名前に入っているのが特徴。パス回しとパスカットの頻度が多く、相手を撹乱して攻撃してくる。
くまごろう
ヒゲ面の男。地面に当たってもそのまま相手に向かうナッツシュートを使う。
いのきち
とらやす
ちゅうた
ぶうすけ
ぽんた

### モンスターチーム
メンバーは全員ボルトが入っているフランケンシュタイン。守りが堅く、シュート以外で走らずパスを使わない。
ふんがあ
分裂シュートを使う。
なのだあ
ずんぐりん
ごっとん
ざあだん
がんす
一つ目怪人。

### ヒーローチーム
アニメソング調なBGMで全て平均的なチーム。徐々に軌道を変えるシュートを使う。
ぶれいばあ
消えるシュートを使う。
がいあろす
ばとるまん
めがくろす
くあとろん
ざっくす

### 忍者チーム
メンバーは全員頭巾を被っている。メンバー全員体力が最大値で、打たれ強いという最終にして最強のチーム。
おにだゆう
吸引シュートを使う。相手を引き付けるというシュートでキャッチ以外に防ぎようがなく、ダメージも非常に大きい。
ぴゃんまる
ましのすけ
にんぞう
やたろう
かつのしん

## 備考
- 本作に登場したりゅう、せいじ、ぎんじ、やす、ふんがあ、おにだゆう、ぴゃんまる、にんぞうはテクノスジャパン倒産後に配信された『熱血格闘伝説 (携帯アプリ版)』にも登場している。ただし、顔は本作とは異なっている。
- よしひろ&とうじろうを内野にして、それぞれ生存している状態で勝つと、よしひろが踊り、とうじろうが歌う。
- 難易度ふつう以上で、ある条件を満たすと各チームのキャプテンが1人ずつ出てきて連続6人抜きをする試合が行われる。